# Godehard Kufner
Godehard Kufner OSB (* 9. November 1743 in Osterhofen; † 25. Januar 1792 in Straubing) war Kirchenrechtler und Benediktiner im bayerischen Kloster Metten.

## Biographie
Godehard Kufner absolvierte seine Studien bei den Jesuiten in Straubing und in Freising. Nach der feierlichen Profess 1763 und seiner Priesterweihe 1767 war er in der Benediktinerabtei Metten Lektor des Kirchenrechts im Hausstudium des Klosters und Bibliothekar. In den Jahren 1783 und 1784 war er Professor für Mathematik und Physik am bischöflichen Lyceum in Freising. Nach einer erneuten Tätigkeit als Lektor der Theologie und Bibliothekar in Kloster Metten war er von 1787 bis zu seinem Tod Lehrer und Rektor am kurfürstlichen Schulhaus in Straubing.

## Werke
- Corollaria theolog. historic. critica ex tractatibus de Deo uno, trino, creatore, ac de gratia Christi, Straubing 1776.

- Systema theologicum, ex omnibus theologiae classibus adornatum, Ingolstadt 1778.

- Materia concertationis litterariae ex iure ecclesiastico statui Germanico accommodato, Straubing 1780.

- Synopsis iurisprudentiae ecclesiasticae, universae, publicae et privatae, statui Germanicae, maxime Bavariae, accomodatae, Burghausen 1781.

- Synopsis Istitutionum logicarum, metaphysicarum ac mathematicarum, Freising 1783.

- Positiones ex physica et geometria, jure sociali et gentium, Augsburg 1784.

- Sätze aus der allgemeinen Geschichte des Erdkörpers, aus der Naturgeschichte, der Naturlehre, der höheren Analyse, den konischen Sektionen und dem allgemeinen Staats- und Völkerrecht, Straubing 1790.

- Sätze aus der Naturlehre, den konischen Sektionen, dem Integral- und Sifferentialkalkul und dem allgemeinen Staats- und Völkerrecht, Straubing 1791.

- Dissertatio de aëre dephlogistico, Straubing 1791.